# Kiskunfélegyháza
Kiskunfélegyháza (in tedesco Feulegaß; in yiddish: קישקונפֿעלעדהאַז, Kishkunfeledhaz o פֿיילעדאַז, Feyledaz) è una città dell'Ungheria situata nella contea di Bács-Kiskun, nell'Ungheria meridionale di 30 523 abitanti (dati 2009), situata circa 130 km a sud di Budapest. Tra gli edifici principali sono presenti un elegante municipio e una grande chiesa parrocchiale moderna.

## Storia
Nelle vicinanze della città sono state ritrovate numerose urne romane e altri reperti antichi.
Nel XVI secolo la città fu completamente distrutta dai Turchi, e non fu ricolonizzata fino al 1743.

## Società

### Evoluzione demografica
Secondo i dati del censimento 2001 il 95,5% degli abitanti è di etnia ungherese.

## Amministrazione

### Gemellaggi
- Feltre